# 被布

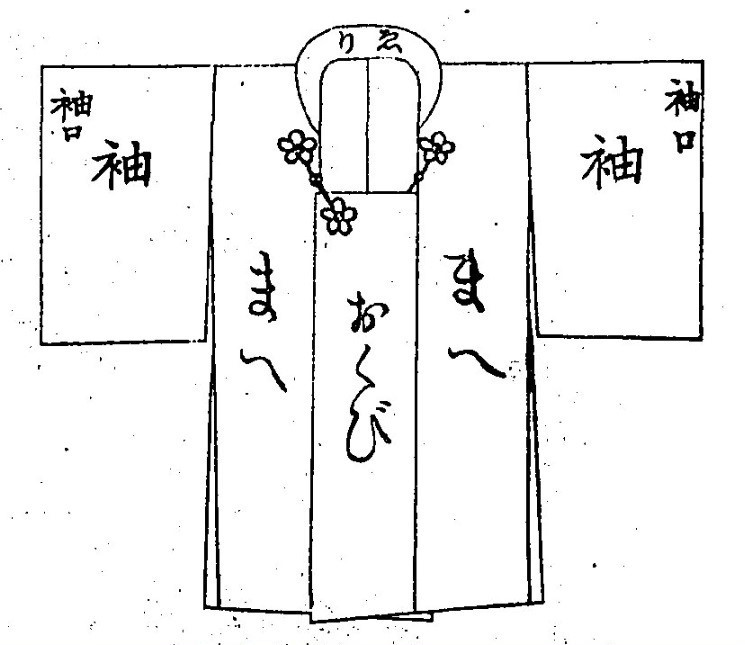
被布

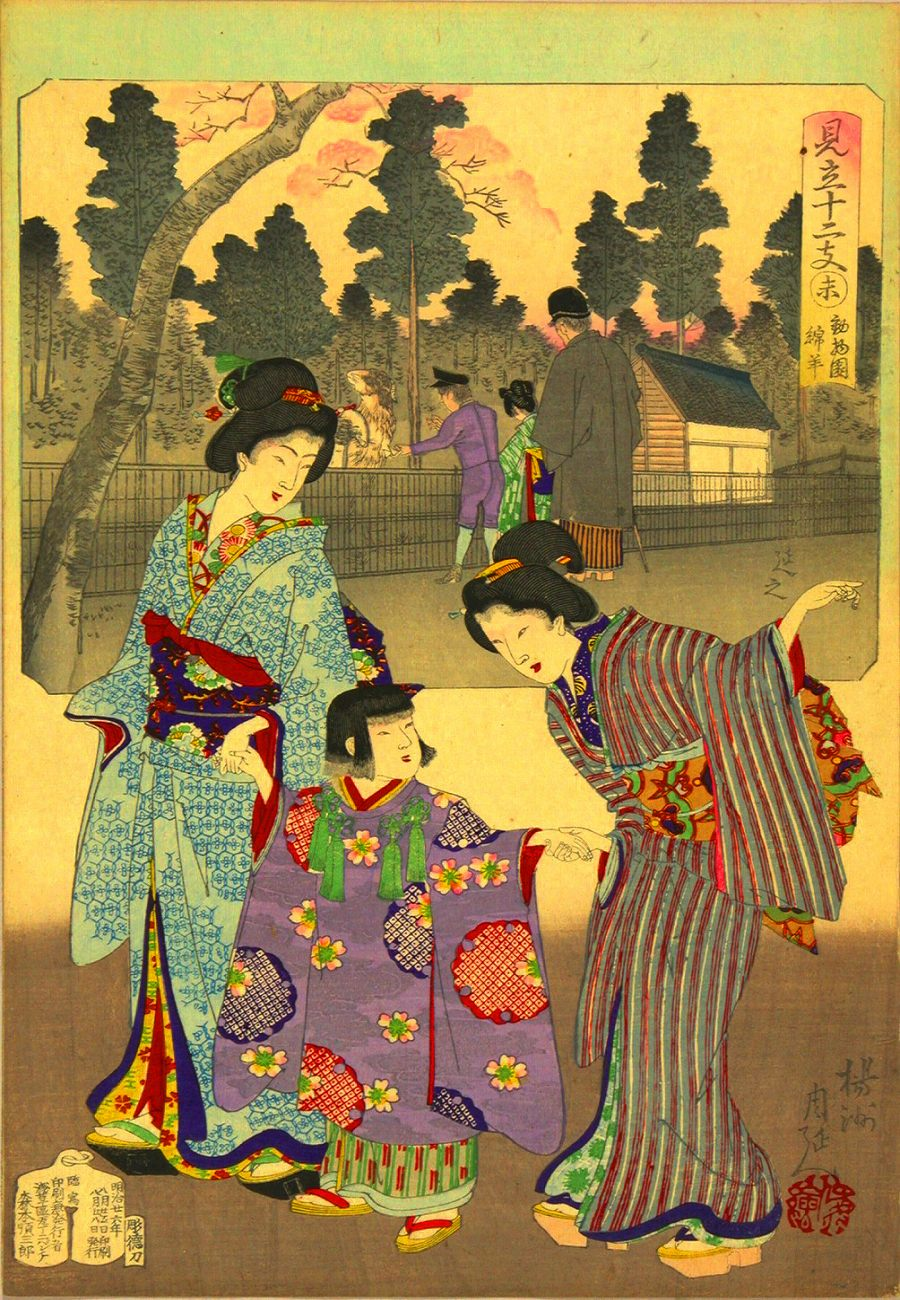
楊洲周延「見立十二支 未」（1893年）。中央の女児が被布を着ている

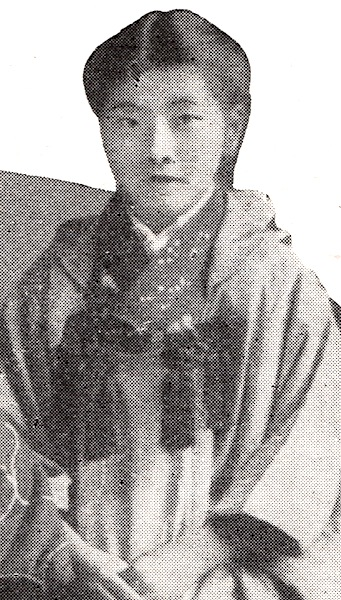
1920年、被布を着た少女

被布（ひふ）とは、着物の上に羽織る上着の一種。江戸時代末期に茶人や俳人など風流好みの男性が好んで着用したが、後に女性も着用するようになった。現在の着物コートの先祖に当たる。

## 由来
被布はもと披風と書き、帯を締めないため、風に披く（ひらく）から来た。起源は不明だが、享和の頃から使われ、初めは茶客や俳人など男子に限って着用したが、文政の頃には婦女や尼僧に至るまで幅広く着られるようになった。一般の婦女は、大名や旗本の後室、隠居に限って着用したが、その後、男子の羽織に対するものとして女性が使用するようになった。活動には不便だが、保温効果から老人や子供に着せると上品でかわいいとされた。

## 構造
生地は多く綸子をつかい、形や用途は羽織に似る。
羽織と違って、胸部を完全に覆うほど打ち合わせ部分が深く、襟ぐりがやや深い盤領（円衿）で組みひもで前をとめる。
元、防寒、埃除けとして一部の男性に着用されたものだが、用途が広がり、現在和服を注文する際に被布といえば少女用の「袖なし被布」が一般的。

## 少女の晴れ着としての被布
「袖なし被布」は七五三に着物で赴く少女の上着として多く用いられる。
白色や緋色の綸子が使われていることが多く、大人用の被布と違って袖が無く、絹紐で作った菊結びなどの飾りが打ち合わせ部分の両肩に縫い付けられていることが多い。
汚れを防ぐためのものだろうが、十歳未満の少女が着用する場合がほとんどであり、少年や年長の少女が着用する機会は少ない。
貸衣装屋などで三歳女児用の七五三用の衣装セットを注文すると大抵被布がついてくる。

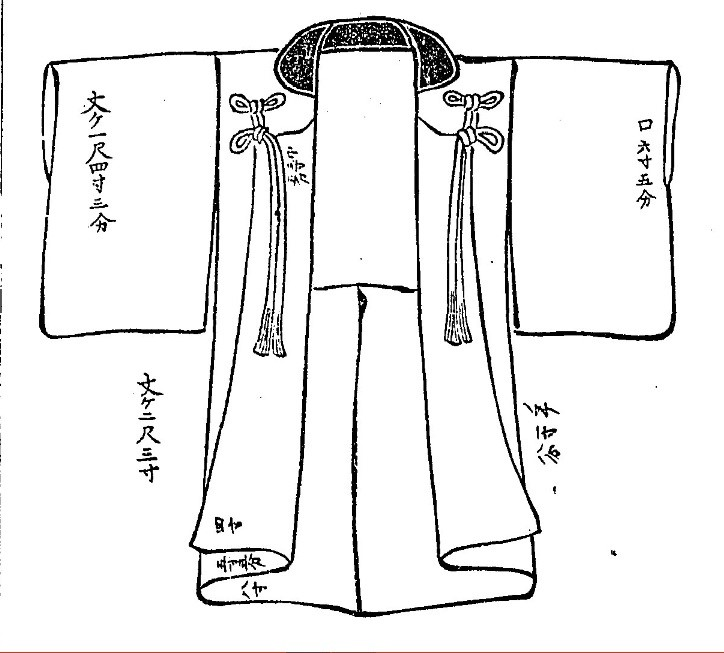
被布
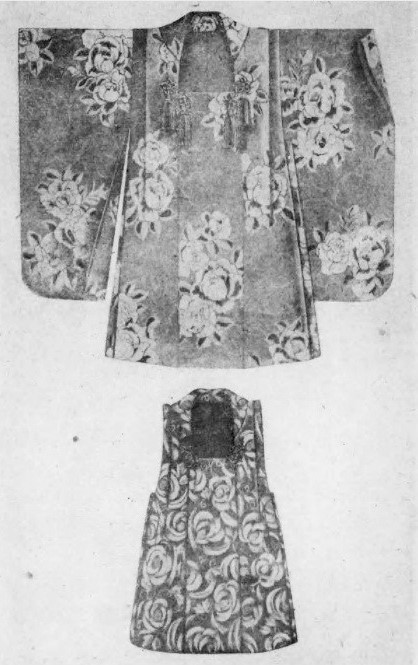
綿入れ被布